# Andrei Alexandrowitsch Jakubik
Andrei Alexandrowitsch Jakubik (russisch Андрей Александрович Якубик; * 24. August 1950 in Moskau) ist ein ehemaliger russischer Fußballspieler.

## Laufbahn

### Verein
Jakubik begann seine Laufbahn 1968 beim FK Dynamo Moskau, mit dem er einen sowjetischen Meistertitel sowie einmal den sowjetischen Pokalwettbewerb gewann. 1972 nahm er am Endspiel des Europapokals der Pokalsieger teil, das aber knapp gegen die Glasgow Rangers verloren ging. Nach der Flugzeugkollision von Dniprodserschynsk wechselte er als einer der Freiwilligen zu Pachtakor Taschkent. 1982 war Jakubik der erfolgreichste Torjäger der Wysschaja Liga.

### Nationalmannschaft
Jakubik spielte in der U-23-Mannschaft der UdSSR, die bei der Europameisterschaft 1972 in den Finalspielen den Altersgenossen aus der ČSSR mit 2:2 und 1:3 unterlag. Im September 1972 nahm Jakubik an den Olympischen Spielen in München teil und gewann mit der Sbornaja die Bronzemedaille.

## Erfolge

### Verein
- Sowjetischer Meister: 1976 (Frühling)
- Sowjetischer Pokalsieger: 1977

### Nationalmannschaft
- Olympia: Bronzemedaille 1972

### Persönliches
- Torschützenkönig der sowjetischen Liga: 1982